# 永井潔
永井 潔（ながい きよし、1916年8月24日 - 2008年9月8日）は、日本の画家。
父は新潟県三条市出身の教育者、母は京都本阿弥家の末裔。
娘は劇作家の永井愛。
1916年（大正5年）父の赴任先の群馬県前橋市に生まれる。
硲伊之助らに師事。二科番衆技塾、本郷岡田三郎助美術研究所で学ぶ。
日本美術会の創立に参加、事務局長や附属民主主義美術研究所所長を務める。
一水会優賞、さくら新人賞を受賞。
学校法人中央労働学園理事長となり、法人が経営する東京文科アカデミー、武蔵野外語専門学校の理事長･校長を歴任した。
書籍の装幀にも携わり、児童書の挿絵も描いた。
絵本雑誌『キンダーブック』、山代巴『荷車の歌』、世界出版社/村山知義『ウィリアム・テル』、筑摩書房『新版小学生全集』、講談社『少年少女世界文学全集』、『世界の名作図書館』、偕成社『ジュニア版世界文学名作選』、『ジュニア版・日本の古典文学』、『ジュニア版日本文学名作選』、『少年少女類別民話と伝説』、『幼年世界文学全集』、岩崎書店『少年少女おはなし世界歴史』の挿絵などでも知られており、『絵で読む名作小説 - 永井潔挿絵画集』（2005年）も刊行されている。

## 経歴
- 1916年、群馬県前橋市（父の赴任先）で生まれる[1]。
- 1927年、この頃より油絵を描き始める[13]。
- 1933年、第一高等学校に入学するも後に中退。梅崎春生・西口克己等と知り合う。画家・硲伊之助に師事。二科番衆技塾に入塾[1]。
- 1936年、朝鮮羅南に動員される[13]。
- 1938年、7月29日から8月11日にかけての張鼓峰事件で胸部盲貫銃創を受けて約9ヶ月入院[1][13]。
- 1939年、本郷岡田三郎助美術研究所（この年、創設者の岡田は死去）入所。一水会に『自画像』出品、入選[13]。
- 1940年、治安維持法で検挙。釈放後、文化学院美術部助手､美術出版社の雑誌『制作』編集に携わる[1]。
- 1944年、召集令状を受ける[14]。
- 1946年4月、日本美術会創立総会に参加[13]。
- 1947年、第一回日本アンデパンダン展に出品の『蔵原惟人像』が、読売新聞年度ベスト３に選ばれる[1][13]。
- 1948年12月、東京美術学校講堂で開催された日本美術会第2回大会で書記長となる（委員長は硲伊之助）。1949年12月まで[15]。
- 1953年、第15回一水会展に『母』を出品[13]。一水会優賞、さくら新人賞を受賞[13]､後退会[1]。
- 1956年5月、再び、日本美術会事務局長（委員長は硲伊之助）。1957年2月まで[15]。
- 1957年、リアリズム研究会の結成に参加。
- 1960年、雑誌『リアリズム』に小説『春画』を発表[13]。以後時々小説も発表[13]。
- 1965年、資生堂でヨーロッパ写生展[14][13]。
- 1966年、日本美術会附属研究所「民美」初代所長[13]。1971年まで[15]。
- 1968年、日本共産党中央委員会書記長、宮本顕治の還暦記念として「宮本顕治像」を描き、この肖像画は現在、日本共産党本部に所蔵されている[16]。
- 1970年、『芸術論ノート』（新日本出版社）を出版。以後、芸術論、評論も多く手がける[13]。
- 1983年、日本美術会代表に就任、学校法人中央労働学園理事長に就任、東京文科アカデミー校長となる[13]。
- 1986年、キューバを訪問、日本美術会代表としてUNIAC（芸術文化団体連合）と美術交流協定を結ぶ[13]。
- 1987年、武蔵野外語専門学校校長に就任[13]。
- 1994年、画集刊行。
- 2006年9月26日から10月3日、90歳を記念して、戦前戦後の油彩、水彩、素描70点を展示する「永井潔展」を都内で開催[17]。
- 2007年8月6日、日本共産党中央委員会・宮本顕治元議長の葬儀で友人のひとりとして弔辞を読み上げる[18]。
- 2008年9月8日、転移性肺がんのため東京都世田谷区の病院で死去[19]。同年11月22日、東京都港区南青山のホテルでしのぶ会が開催された[20]。

## 主な著書
- 『芸術論ノート』（新日本出版社） 1970年[21]
- 『芸術の伝統と創造』（大月書店） 1974年[22]
- 『芸術と自由』（新日本出版社） 1978年[23]
- 『反映と創造　芸術論への序説』（新日本出版社） 1981年[24]
- 『永井潔画集』（永井潔画集刊行委員会・新日本出版社） 1994年[25]
- 『絵で読む名作小説 - 永井潔挿絵画集』（光陽出版社） 2005年[12]
- 『永井潔画文集 絵と写真でたどる芸術の旅』（みずさわ画廊） 2008年[26]
- 『戦後文化運動・一つの軌跡』（光陽出版社） 2008年[27]